# 芒特福爾徹 (伊利諾伊州)
芒特福爾徹（英語：Mount Fulcher）是位於美國伊利諾伊州洛根縣的一個非建制地區。該地的面積和人口皆未知。

## 地理
芒特福爾徹的座標為39°59′31″N 89°30′44″W / 39.99194°N 89.51222°W，而該地的平均海拔高度為183米（即600英尺）。